# Seznam největších ostrovů

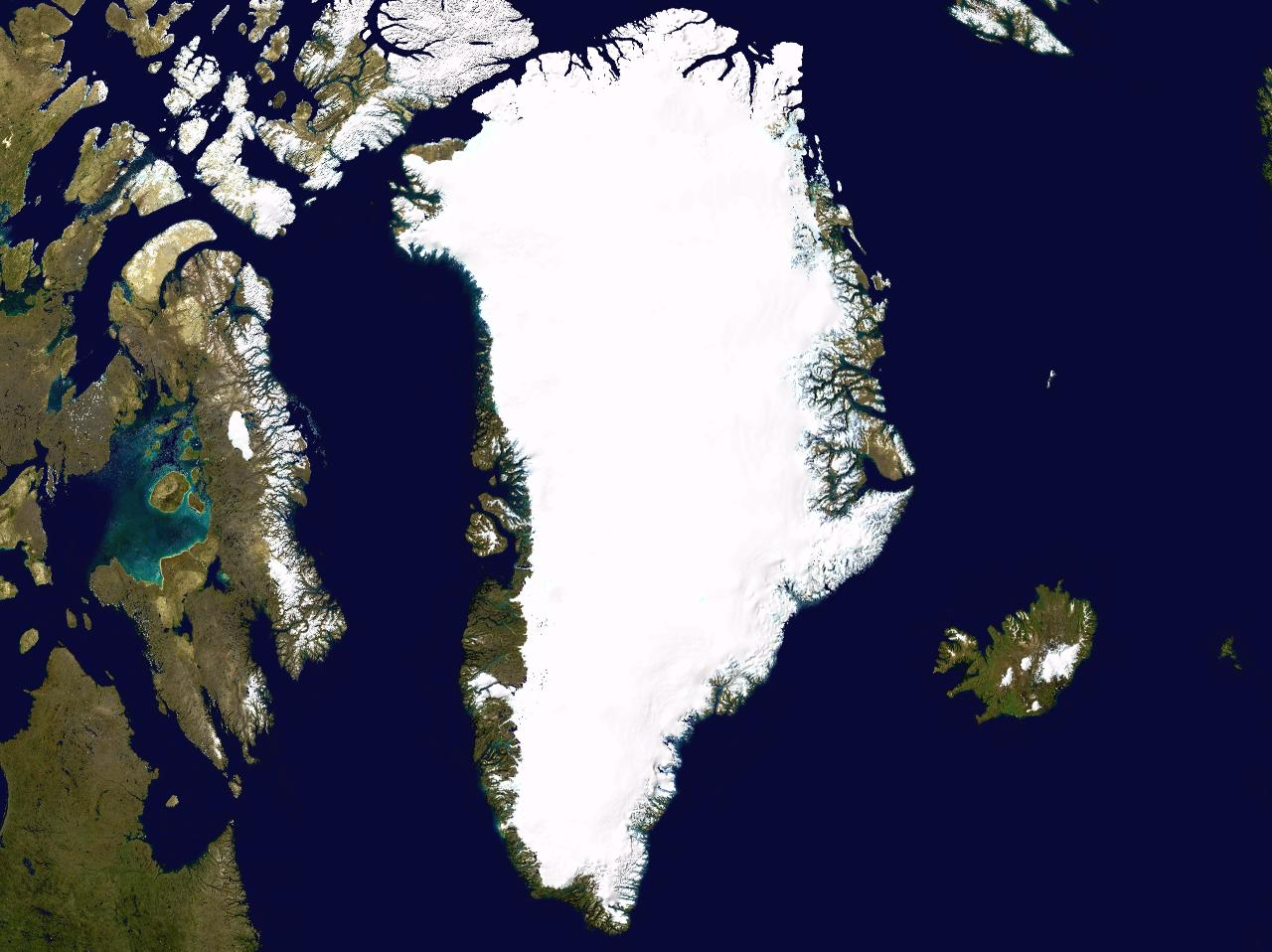
Grónsko

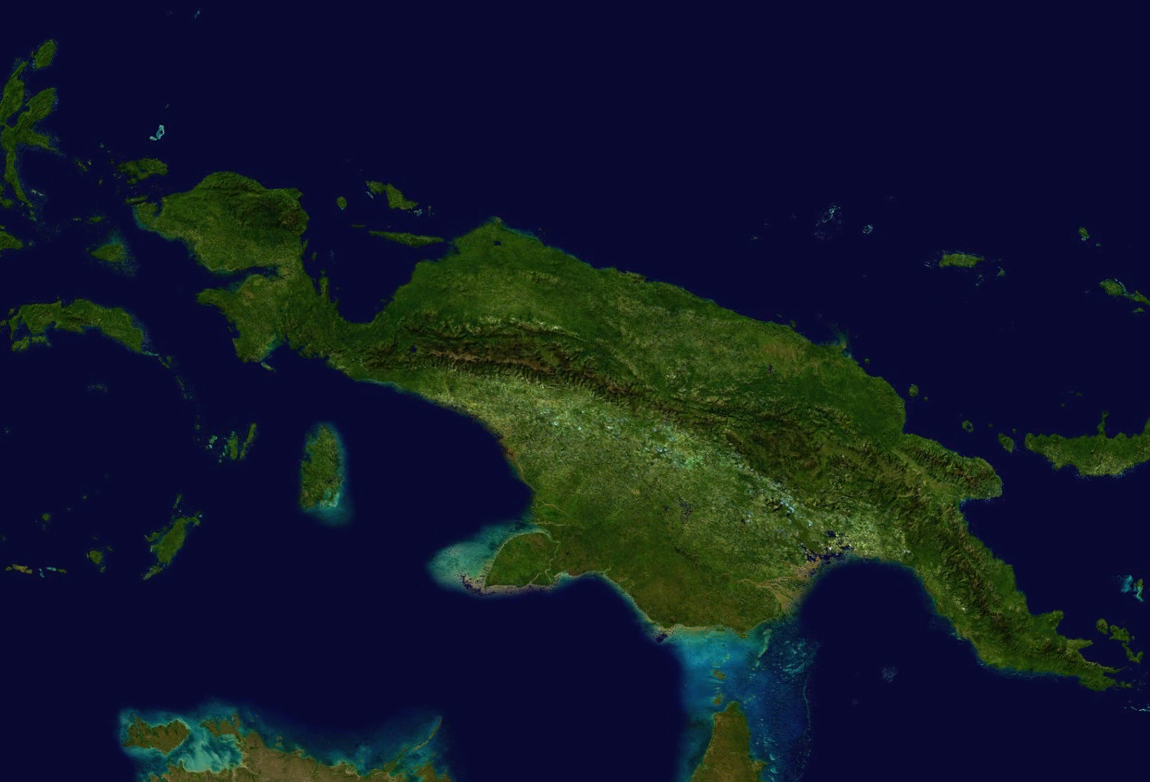
Nová Guinea

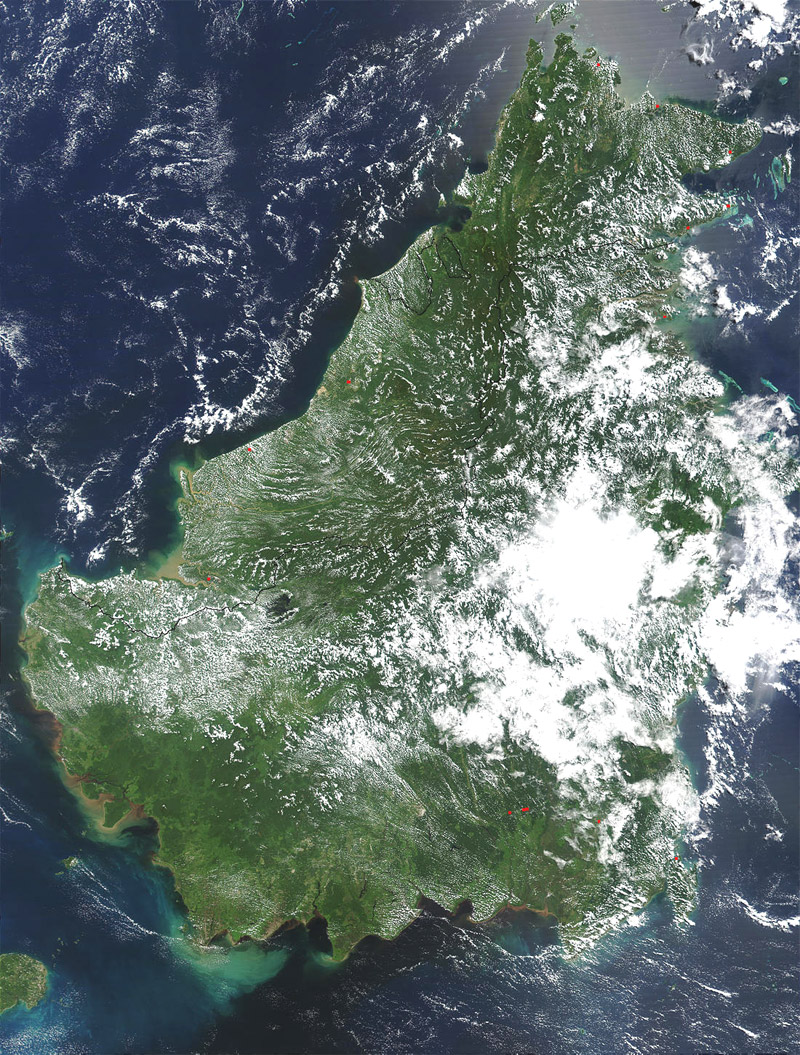
Borneo

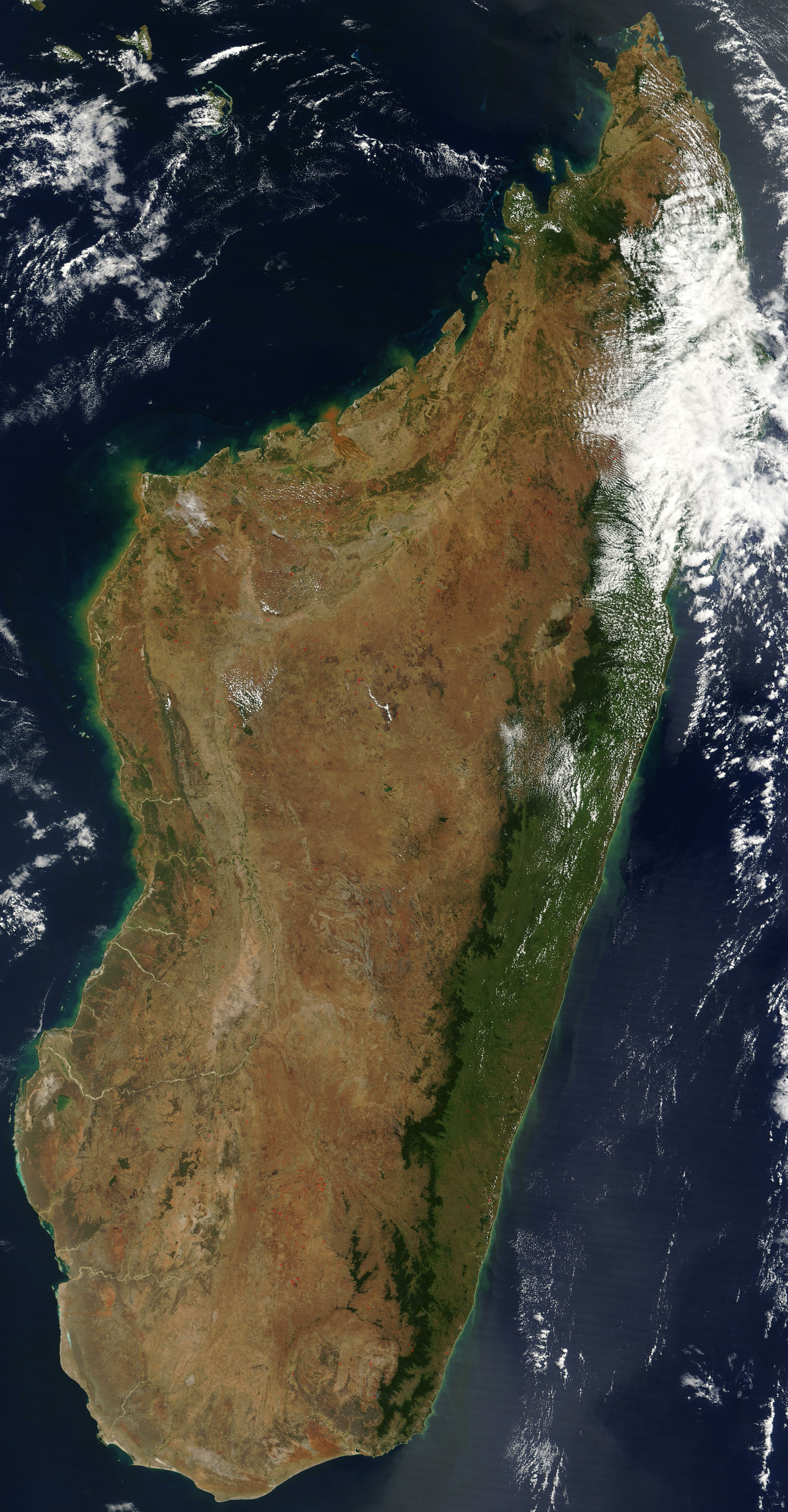
Madagaskar

Tento seznam řadí ostrovy světa podle jejich rozlohy. Obsahuje 50 plošně největších ostrovů světa, tedy všechny ostrovy s rozlohou nad 18 500 km². Pro porovnání jsou níže uvedeny i kontinentální masy kontinentů.

## Ostrovy
| Pořadí | Jméno                        | Rozloha (km²) | Kontinent       | Stát(y)                          | Poznámka |
| ------ | ---------------------------- | ------------- | --------------- | -------------------------------- | --- |
| 1.     | Grónsko                      | 2 130 750     | Severní Amerika | Grónsko (pod suverenitou Dánska) | |
| 2.     | Nová Guinea                  | 785 753       | Oceánie         | Indonésie a Papua Nová Guinea    | - největší ostrov jižní polokoule a východní polokoule - nejvyšší hora na ostrově (Puncak Jaya 4884 m)         |
| 3.     | Borneo                       | 748 168       | Asie            | Brunej, Indonésie a Malajsie     | ostrov rozdělený mezi nejvíce suverénních států (3)                                                            |
| 4.     | Madagaskar                   | 587 041       | Afrika          | Madagaskar                       | |
| 5.     | Baffinův ostrov              | 507 451       | Severní Amerika | Kanada                           | |
| 6.     | Sumatra                      | 443 066       | Asie            | Indonésie                        | |
| 7.     | Honšú                        | 225 800       | Asie            | Japonsko                         | |
| 8.     | Viktoriin ostrov             | 217 291       | Severní Amerika | Kanada                           | |
| 9.     | Velká Británie               | 216 325       | Evropa          | Spojené království               | |
| 10.    | Ellesmerův ostrov            | 196 236       | Severní Amerika | Kanada                           | |
| 11.    | Sulawesi (Celebes)           | 180 681       | Asie            | Indonésie                        | |
| 12.    | Jižní ostrov (Nový Zéland)   | 145 836       | Oceánie         | Nový Zéland                      | |
| 13.    | Jáva                         | 138 794       | Asie            | Indonésie                        | nejlidnatější ostrov světa                                                                                     |
| 14.    | Severní ostrov (Nový Zéland) | 111 583       | Oceánie         | Nový Zéland                      | |
| 15.    | Luzon                        | 109 965       | Asie            | Filipíny                         | |
| 16.    | Newfoundland                 | 108 860       | Severní Amerika | Kanada                           | |
| 17.    | Kuba (hlavní ostrov)         | 105 806       | Severní Amerika | Kuba                             | největší ostrov Střední i Latinské Ameriky                                                                     |
| 18.    | Island (hlavní ostrov)       | 101 826       | Evropa          | Island                           | |
| 19.    | Mindanao                     | 97 530        | Asie            | Filipíny                         | |
| 20.    | Irsko                        | 81 638        | Evropa          | Irsko a Spojené království       | |
| 21.    | Hokkaidó                     | 78 719        | Asie            | Japonsko                         | |
| 22.    | Hispaniola                   | 73 929        | Severní Amerika | Dominikánská republika a Haiti   | - jediný ostrov zahrnující hlavní území dvou států - nejhlubší proláklina na ostrově (jezero Enriquillo −46 m) |
| 23.    | Sachalin                     | 72 493        | Asie            | Rusko                            | |
| 24.    | Banksův ostrov               | 70 028        | Severní Amerika | Kanada                           | |
| 25.    | Cejlon                       | 65 268        | Asie            | Srí Lanka                        | |
| 26.    | Tasmánie                     | 64 519        | Oceánie         | Austrálie                        | |
| 27.    | Devon                        | 55 247        | Severní Amerika | Kanada                           | |
| 28.    | Ostrov Alexandra I.          | 49 070        | Antarktida      | Antarktida                       | největší trvale neobydlený ostrov světa                                                                        |
| 29.    | Ohňová země                  | 47 401        | Jižní Amerika   | Argentina a Chile                | |
| 30.    | Severní ostrov Nové země     | 47 079        | Evropa          | Rusko                            | |
| 31.    | Berknerův ostrov             | 43 873        | Antarktida      | Antarktida                       | |
| 32.    | ostrov Axela Heiberga        | 43 178        | Severní Amerika | Kanada                           | |
| 33.    | Melvillův ostrov             | 42 149        | Severní Amerika | Kanada                           | |
| 34.    | Southampton                  | 41 214        | Severní Amerika | Kanada                           | |
| 35.    | Marajó                       | 40 100        | Jižní Amerika   | Brazílie                         | největší říční (resp. deltový) ostrov světa                                                                    |
| 36.    | Západní Špicberk             | 38 981        | Evropa          | Špicberky pod správou Norska     | |
| 37.    | Kjúšú                        | 37 437        | Asie            | Japonsko                         | |
| 38.    | Nová Británie                | 35 145        | Oceánie         | Papua Nová Guinea                | |
| 39.    | Tchaj-wan                    | 32 260        | Asie            | Tchaj-wan                        | nárokovaný Čínskou lidovou republikou                                                                          |
| 40.    | Ostrov prince Waleského      | 33 339        | Severní Amerika | Kanada                           | |
| 41.    | Jižní ostrov Nové země       | 33 246        | Evropa          | Rusko                            | |
| 42.    | Chaj-nan                     | 33 210        | Asie            | Čína                             | |
| 43.    | Vancouver                    | 32 134        | Severní Amerika | Kanada                           | |
| 44.    | Timor                        | 28 418        | Asie            | Indonésie a Východní Timor       | |
| 45.    | Sicílie                      | 25 662        | Evropa          | Itálie                           | |
| 46.    | Somerset                     | 24 786        | Severní Amerika | Kanada                           | |
| 47.    | Sardinie                     | 23 949        | Evropa          | Itálie                           | |
| 48.    | Kotěľnyj                     | 23 165        | Asie            | Rusko                            | |
| 49.    | Bananal                      | 20 000        | Jižní Amerika   | Brazílie                         | vnitrozemský říční ostrov, největší ostrov obklopený pouze sladkou vodou                                       |
| 50.    | Šikoku                       | 18 545        | Asie            | Japonsko                         | |

## Kontinentální masy kontinentů
Níže uvedené rozlohy zahrnují pouze samotné kontinenty bez přilehlých ostrovů. 
| Pořadí | Jméno      | Rozloha (km²) | státy                                       | poznámka |
| ------ | ---------- | ------------- | ------------------------------------------- | --- |
| 1.     | Eurafrasie | 79 810 726    | 126 suverénních států a další území         | - 53,6 % veškeré souše na Zemi - obsahuje nejvyšší i nejnižší bod zemské souše - uměle rozdělena Suezským průplavem na Eurasii a Afriku, oddělené souvislou vodní plochou |
| 2.     | Amerika    | 37 699 623    | 22 států a 1 závislé území                  | |
| 3.     | Antarktida | 12 272 800    | 0 států (7 neuplatňovaných územních nároků) | rozloha bez šelfových ledovců |
| 4.     | Austrálie  | 7 591 608     | Austrálie                                   | |

Antarktida by bez příkrovu pevninského ledovce nebyla souvislou kontinentální masou, ale obrovským souostrovím. Bez zatížení ledovcem by však zároveň došlo k jejímu vyzdvižení, takže rozsah souše by byl větší než při prostém odečtení ledového pokryvu.
Rozloha nejmenšího kontinentu (Austrálie) je řádově v podobném poměru k největšímu ostrovu (Grónsko), jako je Grónsko k druhému největšímu ostrovu (Nová Guinea). Oproti Grónsku má však Austrálie z geologického hlediska jednoznačně charakter samostatného kontinentu.